# Pitture rupestri del bacino del Mediterraneo nella penisola iberica
Le Pitture rupestri del bacino del Mediterraneo nella penisola iberica costituiscono uno dei patrimoni dell'umanità dell'UNESCO fin dal 1998.

## Descrizione
Il sito è talmente ampio da ricoprire numerose comunità autonome spagnole: Andalusia, Aragona, Castiglia-La Mancia, Catalogna, Murcia e Valencia.
Queste pitture rupestri sono considerate fondamentali per lo studio dell'evoluzione umana durante la preistoria (19000-16000 a.C.). Alcuni siti simili si possono trovare nel Nordafrica, anche se mostrano diversi stili rappresentativi. Data l'estensione del patrimonio, risulta quasi ovvio che i soggetti rappresentati siano parecchio eterogenei:
- Caccia: Sono le scene più rappresentate. Illustrano scene di caccia sia individuale sia di gruppo, con alcuni interessanti particolari quali le trappole usate durante le battute.
- Combattimenti ed esecuzioni: Sono le più antiche di questo genere rintracciabili in Europa. Le esecuzioni erano svolte tramite l'uso di arcieri.
- Abbigliamento: Tra le varie cose si notano acconciature di capelli, bracciali e braccialetti. Sono i primi segni di disuguaglianza sociale nella preistoria.
- Allevamento: Alcune delle scene più importanti mostrano tecniche di apicultura.
- Scene funerarie: Sotto forma di corpi distesi.
- Vita quotidiana: Persone sedute che discutono o camminano in gruppo.
- Mitologia: Spesso vengono ritratti gli stregoni con strani costumi. Altri soggetti sono delle forme antropomorfe mezzi uomini e mezzi animali, soprattutto cervi, uccelli o tori.
- Forme femminili: Nonostante siano molto comuni, si crede che siano fatte solo per rappresentare le divinità femminili. Questa supposizione è dovuta al fatto che le pitture sono mediamente di dimensione superiore, e sono poste in luoghi di maggiore esposizione.

## Fauna
In questa zona si trovano alcune fra le specie di rapaci europei: aquile reali, aquile del Bonelli e falchi pellegrini. In questa zona si trova ancora (in rari esemplari) uno dei mammiferi più rari d'Europa, la lince pardina. Vi si trovano anche capre dei Pirenei.

## Rischi
Attualmente il patrimonio è soggetto a due tipi di rischio: ambientale ed umano. Il rischio è amplificato dal fatto che le opere si trovano su pareti di calcare che, per natura, sono soggette ad erosione. Per assurdo la presenza di caldo, freddo e vento che durante il Pleistocene ha causato la formazione delle pareti, adesso ne mette a rischio la sopravvivenza. In alcuni casi si rende necessario intervenire artificialmente per evitare fratture nelle rocce, e per metterle al riparo dall'acqua piovana (che a volte diventa pioggia acida). Un altro rischio è rappresentato da muschi, funghi e licheni che coprono le rocce. Le loro radici, per quanto piccole, penetrano nelle rocce alla ricerca di nutrimento.
Nonostante tutti questi rischi gravi, il pericolo maggiore, come spesso avviene, è di natura antropica. Da quando il sito è stato scoperto, a metà del XVIII secolo, le pitture sono state deturpate da persone che ne hanno staccato parti per portarle a casa come souvenir, o per rivenderli. Lo sviluppo culturale e la crescita di consapevolezza della popolazione ha permesso di ridurre significativamente questi episodi nel corso degli anni.

## Protezione
Il sito è stato dichiarato tra i Beni di interesse culturale secondo la legislazione nazionale (Bienes de Interés Cultural) e ricade, quindi, sotto la protezione dell'articolo 40 della legge spagnola del 1985 sul retaggio storico. L'applicazione e la vigilanza sul rispetto della legge è attribuita dalle relative comunità autonome, ognuna responsabile per il proprio territorio di competenza.

## Fonti
- Advisory Body Evaluation dell'UNESCO (PDF), su whc.unesco.org.